# Carlos Marín
Carlos Marín (ur. 13 października 1968 w Rüsselsheim, zm. 19 grudnia 2021 w Manchesterze) – hiszpański baryton, piosenkarz. Od grudnia 2003 jeden z członków międzynarodowego projektu wokalnego Il Divo.
7 grudnia 2021 zachorował na COVID-19 i dzień później został hospitalizowany w Manchesterze, a następnie wprowadzony w stan śpiączki farmakologicznej. Przed hospitalizacją przyjął pojedynczą dawkę szczepionki Janssen (w Meksyku).